# 神田松永町
神田松永町（日语：／ Kanda-matsunagachō */?）是東京都千代田區的町名。2013年8月1日為止的人口為79人。郵遞區號101-0023。

## 地理
位於千代田區的東北部，屬神田地域。北鄰台東區秋葉原，東與台東區台東一丁目、千代田區神田和泉町之間以昭和通為界，南接千代田區神田佐久間町一丁目，西南部連千代田區神田花岡町，西鄰千代田區神田相生町、神田練塀町。神田松永町是秋葉原站附近昭和通沿線的一角，以商業用地為主。

## 歷史
元祿11年（1698年），現外堀通鎌倉橋起至數寄屋橋間進行拓寬工程，徵用神田鎌倉町（現千代田區內神田二丁目南部）至京橋西紺屋町（現中央區銀座西邊）間15町道路沿線土地。翌年5月8日，住民遷往神田佐久間町北側的代地，成立神田松永町。享保年間此地作為防火地，牽至北側的徒士組屋敷舊址。江戶時代外神田一帶町域雜亂，神田松永町被切為三處，北起稱為大通、中通、片町。
明治2年（1869年）11月發生火災，中通、片町一帶設為防火地，明治7年（1874年）編成神田花岡町。住民移至小倉藩小笠原家中屋敷舊址，與周圍的町合併成立神田榮町。明治5年（1872年）將北邊稱為御徒町的武家地部分土地編入，形成南北狹長的町域。昭和18年（1943年）北端編入下谷區，後為台東區秋葉原。

### 地名由來
目前沒有明確的紀錄記載町名的由來。根據明治33年（1900年）發行的《新撰東京名所圖會》，當時人們在取新町名時，以「松樹常青，希望這個町也能永久興旺」為由命名為「松永」。

## 交通
町域内無鐵路站，可利用南側的秋葉原站。

## 備註
1. ↑  千代田区ホームページ - 町丁別世帯数および人口（住民基本台帳）：平成25年8月1日現在 的存檔，存档日期2013-10-27.
2. ↑  .   [2013-08-16]. （原始内容存档于2020-09-23）.